# Diamonds – The Best of Dio
A Diamonds – The Best of Dio az amerikai Dio heavy metal zenekar első válogatásalbuma.

## Története
A lemez 1992-ben jelent meg világszerte, ám az Amerikai Egyesült Államokban nem került ki az üzletek
polcaira.

## Az album dalai
Eredetileg LP formájában jelent meg, ám később elkészült egy CD változata is, amelyre hatodikként
felkerült az Evil Eyes című dal.

### LP
| 1. | Holy Diver              | Ronnie James Dio                               | 5:54 |
| 2. | Rainbow in the Dark     | Vinny Appice, Jimmy Bain, Vivian Campbell, Dio | 4:16 |
| 3. | Don't Talk to Strangers | Dio                                            | 4:53 |
| 4. | We Rock                 | Dio                                            | 4:35 |
| 5. | The Last in Line        | Bain, Campbell, Dio                            | 5:47 |
| 6. | Rock 'n' Roll Children  | Dio                                            | 4:32 |

| 1. | Sacred Heart        | Appice, Bain, Campbell, Dio | 6:28 |
| 2. | Hungry for Heaven   | Bain, Dio                   | 4:11 |
| 3. | Hide in the Rainbow | Bain, Dio                   | 4:06 |
| 4. | Dream Evil          | Dio, Goldy                  | 4:29 |
| 5. | Wild One            | Dio, Robertson              | 4:03 |
| 6. | Lock Up the Wolves  | Bain, Dio, Robertson        | 8:34 |

### CD
|     | Cím                     | Szerző(k)                   | Hossz |
| --- | ----------------------- | --------------------------- | ----- |
| 1.  | Holy Diver              | Dio                         | 5:54  |
| 2.  | Rainbow in the Dark     | Appice, Bain, Campbell, Dio | 4:16  |
| 3.  | Don't Talk to Strangers | Dio                         | 4:53  |
| 4.  | We Rock                 | Dio                         | 4:35  |
| 5.  | The Last in Line        | Bain, Campbell, Dio         | 5:47  |
| 6.  | Evil Eyes               | Dio                         | 3:38  |
| 7.  | Rock 'N' Roll Children  | Dio                         | 4:32  |
| 8.  | Sacred Heart            | Appice, Bain, Campbell, Dio | 6:28  |
| 9.  | Hungry for Heaven       | Bain, Dio                   | 4:11  |
| 10. | Hide in the Rainbow     | Bain, Dio                   | 4:06  |
| 11. | Dream Evil              | Dio, Goldy                  | 4:29  |
| 12. | Wild One                | Dio, Robertson              | 4:03  |
| 13. | Lock Up the Wolves      | Bain, Dio, Robertson        | 8:34  |

## Közreműködők
- Ronnie James Dio – ének, billentyűk
- Vivian Campbell – gitár (1–9)
- Craig Goldy – gitár (10,11)
- Rowan Robertson – gitár (12,13)
- Jimmy Bain – basszusgitár (1–11)
- Teddy Cook – basszusgitár (12,13)
- Claude Schnell – billentyűk (4–11)
- Jens Johansson – billentyűk (12,13)
- Vinny Appice – dob (1–11)
- Simon Wright – dob (12,13)